# 眠れない夜とパズルの日には…。
『眠れない夜とパズルの日には…。』（ねむれないよるとパズルのひには）は、ジャレコより2006年9月28日に発売されたニンテンドーDS用のパズルゲームである。「パズルと癒し」をテーマとしており、パズルを解いた際の脳のリラックス効果を謳っている。
数独、カックロ、美術館、ぬりかべ、スリザーリンク、計5種類のペンシルパズルが収録されており、収録問題はパズル雑誌の発行元であるニコリが提供している。あらかじめ用意された問題以外にも、問題の自動生成機能もある。